# Георг Ернст Шталь
Георг Ернст Шталь (нім. Georg Ernst Stahl; 22 жовтня 1659, Ансбах, Баварія — 14 травня 1734, Берлін, Королівство Пруссія) — німецький науковець, лікар і хімік.

## Біографія
1683 року закінчив медичний факультет Єнського університету. Після закінчення університету став там же приват-доцентом, а потім професором медицини. З 1687 року — придворний лікар герцога Саксен-Веймарського Йоганна Ернста. З 1694 року — професор університету в Галле. З 1716 року — лейб-медик прусського короля Фрідріха Вільгельма I. У Берліні він став президентом Медичної колегії — вищої медичної установи Пруссії. Завдяки його зусиллям в Берліні була заснована Медико-хірургічна колегія для підготовки військових лікарів.

## Наукова діяльність
Розвиваючи погляди Йоганна Бехера, сформулював (вперше в 1697 році, докладно в 1703 році) теорію флогістону. Ця теорія, що об'єднувала численні відомості про процеси відновлення, горіння і випалення, набула широкого поширення в XVIII столітті. Теорія флогістону Шталя стала першою теорією наукової хімії, і зіграла важливу роль в остаточному звільнення хімії від алхімії. Роботи з дослідження газів (див. Пневматична хімія) і праці Антуана Лавуазьє спростували теорію флогістону наприкінці XVIII століття.
У своїх роботах з фізіології Шталь виступав віталістом; став засновником анімізму — вчення про душу, як якоїсь безособової життєвої першопричини, що лежить в основі всіх життєвих процесів.